# Ameerega
Ameerega es un género de anfibios anuros neotropicales de la familia Dendrobatidae; se distribuyen desde la cuenca amazónica hasta Panamá. Contiene muchas especies que anteriormente estaban incluidas en el género Epipedobates.

## Especies

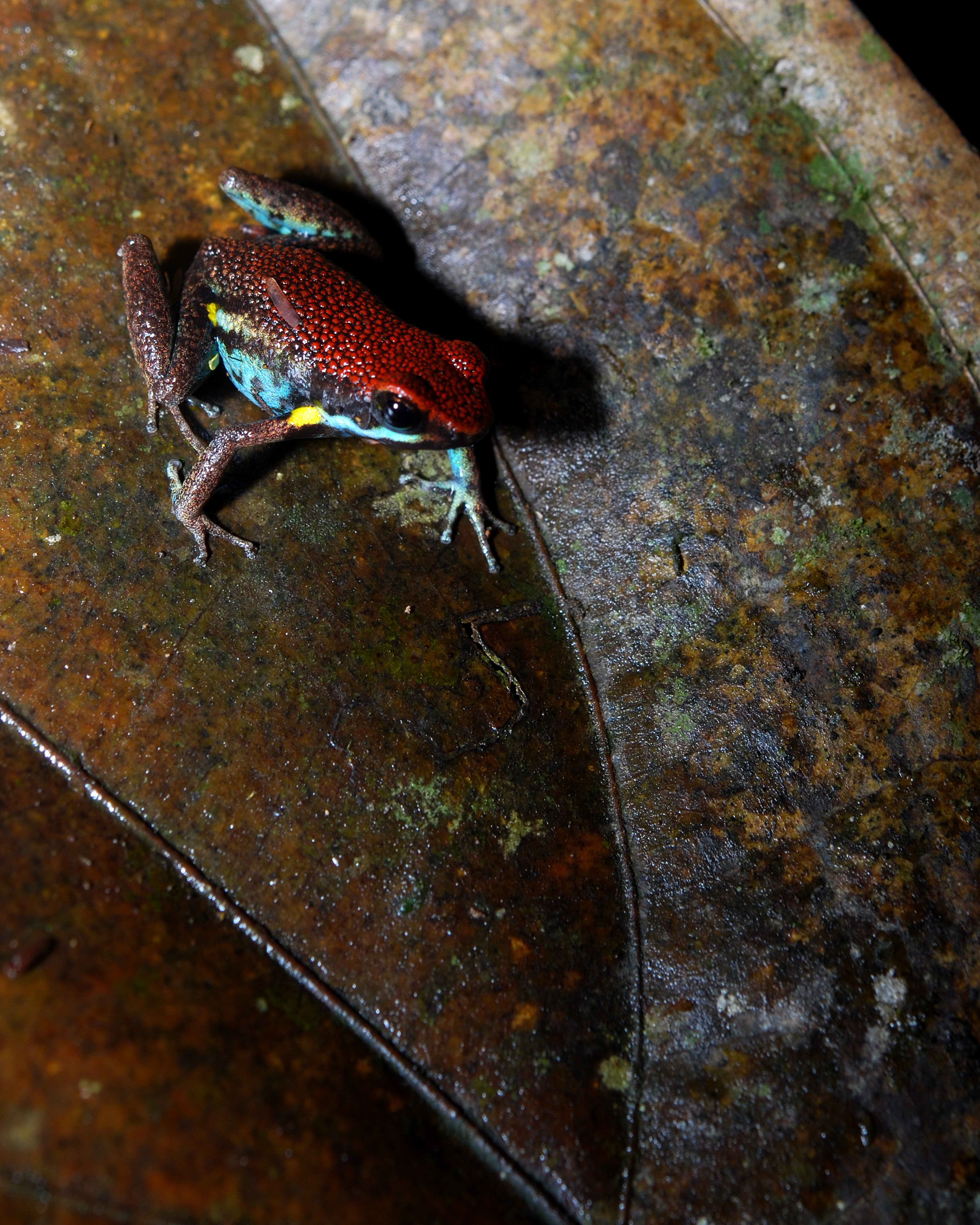
Ameerega bilinguis

Se reconocen las siguientes 29 especies:
- Ameerega altamazonica Twomey & Brown, 2008
- Ameerega bassleri (Melin, 1941)
- Ameerega berohoka
- Ameerega bilinguis (Jungfer, 1989)
- Ameerega boehmei Lötters, Schmitz, Reichle, Rödder, & Quennet, 2009
- Ameerega boliviana (Boulenger, 1902)
- Ameerega braccata (Steindachner, 1864)
- Ameerega cainarachi (Schulte, 1989)
- Ameerega flavopicta (Lutz, 1925)
- Ameerega hahneli (Boulenger, 1883)
- Ameerega ignipedis Brown & Twomey, 2009
- Ameerega imasmari Brown, Siu-Ting, von May, Twomey, Guillory, Deutsch & Chávez, 2019
- Ameerega ingeri (Cochran & Goin, 1970)
- Ameerega macero (Rodriguez & Myers, 1993)
- Ameerega munduruku Neves, Silva, Akieda, Cabrera, Koroiva & Santana, 2017
- Ameerega panguana Brown, Siu-Ting, von May, Twomey, Guillory, Deutsch & Chávez, 2019
- Ameerega parvula (Boulenger, 1882)
- Ameerega pepperi Brown & Twomey, 2009
- Ameerega petersi (Silverstone, 1976)
- Ameerega picta (Tschudi, 1838)
- Ameerega planipaleae (Morales & Velazco, 1998)
- Ameerega pongoensis (Schulte, 1999)
- Ameerega pulchripecta (Silverstone, 1976)
- Ameerega rubriventris (Lotters, Debold, Henle, Glaw & Kneller, 1997)
- Ameerega shihuemoy Serrano-Rojas, Whitworth, Villacampa, Von May, Padial & Chaparro, 2017
- Ameerega silverstonei (Myers & Daly, 1979)
- Ameerega simulans (Myers, Rodriguez & Icochea, 2000)
- Ameerega trivittata (Spix, 1824)
- Ameerega yoshina Brown & Twomey, 2009

## Publicación original
- Bauer, 1986 : A new genus and a new specific name in the dart poison frog family (Dendrobatidae, Anura, Amphibia). Ripa (Netherlands), November, p. 1–12.